# اتحاد إندونيسيا لكرة القدم
تأسس الاتحاد الأندونيسي لكرة القدم في عام 1930م وانضم إلى الإتحاد الدولي لكرة القدم في 1952م ثم انضم إلى الاتحاد الآسيوي لكرة القدم في 1954م.